# بنجامین مینج داگر
بنجامین مینج داگر (انگلیسی: Benjamin Minge Duggar; ۱ ژانویهٔ ۱۸۷۲ – ۱۰ سپتامبر ۱۹۵۶) گیاه‌شناس، و نویسنده اهل ایالات متحده آمریکا بود. عمده شهرت وی برای کشف و توسعه کلرتتراسایکلین که یک آنتی بیوتیک تتراسایکلینی بود، می‌باشد.